# Lanistes intortus
Lanistes intortus es una especie de molusco gasterópodo de la familia Ampullaridae en el orden de los Mesogastropoda.

## Distribución geográfica
Es  endémica de la República Democrática del Congo. 